# Ланцер Букс
Ланцер Букс (англ. Lancer Books) – видавництво засноване Ірвіном Штайном та Вальтером Захаріусом, яке діяло з 1961 по 1973 роки. В ньому видавалися твори у жанрах, наукова фантастика та фентезі. Серед іншого видавалися твори Роберта Говарда з циклу про Конана, це були одні з перших публікацій у м'яких обкладинках. Продукція Lancer мала відмінний вигляд.

## Історія

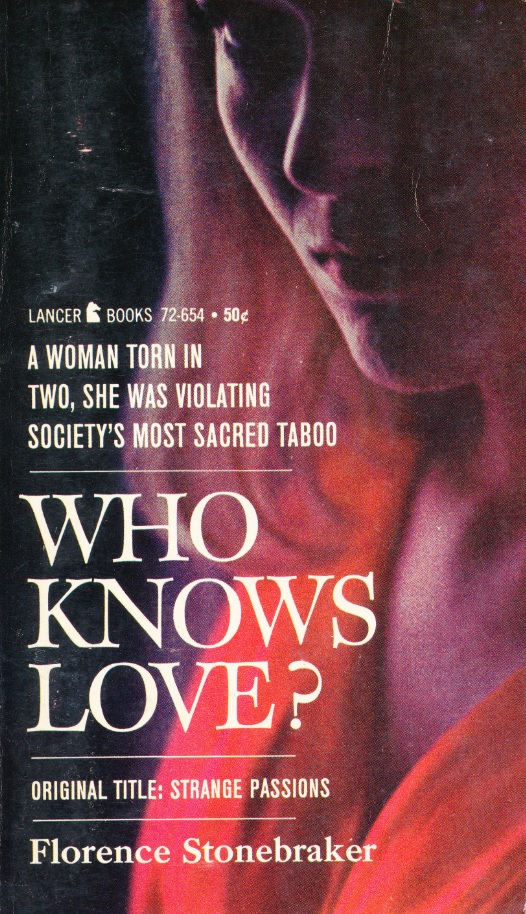
Примірник книги Флоренс Стоунбейкер. Тип видання 72-654. На книзі можливо побачити логотип видання на 1962 рік.

### Засновники: Захаріус і Стейн
Вальтер Захаріус (1923-2011) родом з Брукліну, служив у армії в Другої світової війни, взяв участь у висадці у Нормандії та визволенні Парижу. У 1940 та 1950 роках він працював з Macfadden Publications для таких журналів, як «True Confessions»  і «True Story». Пізніше він перейшов до Ace Books, де допомагав видавцю Аарону Уіну.
Після роботи в газеті в Чикаго в 1949 році Ірвін Стейн повернувся до Нью-Йорка, де написав сюжетні комікси для Comic Quality Comics і Hillman Periodicals перед початком роботи як редактор коміксів з St. John Publications. У 1954 році Ірвін та його дружина Гелен започаткували журнальну компанію "Royal Publications". Протягом 1958-1959 років Стейн опублікував два журнали: Monster Parade, Monsters and Things.

### Заснування Lancer
Оскільки різні жанрові журнали стали менш поширеними, Стейн вирішив їх закрити і розпочати публікацію книг у м’яких обкладинках. Штайн і Захаріус заснували «Ланцер Букс» в червні 1961 року. Ларрі Шоу, який редагував «Infinity Science Fiction» та «Royal's monster magazines», перейшов до редакції «Ланцер Букс» у 1963 році. Ларрі Шоу брав участь у продовженні циклу про Конана в 1966 році. Коли Шоу залишив Lancer у 1968 році, його замінив як редактора Роберт Хоскінс. У 1970 році Хокінс і Стейн відновили "Infinity".

### Банкрутство і заснування Kensington Books
Видавництво заявило про банкрутство у вересні 1973 року. У 1974 році Захаріус і Роберта Бендер Гроссман стають співзасновниками Kensington Books (з Zebra Books і Pinnacle Books), який спочатку Kensington спеціалізувався на романтичних романах.